# بيركهولدرية بذرية
بيركهولدرية بذرية (الاسم العلمي: Burkholderia seminalis) هي نوع من البكتيريا، سلبية الغرام، تتبع جنس البيركهولدرية.